# Hirakubo-Halbinsel
Die Hirakubo-Halbinsel (jap. 平久保半島 Hirakubo Hantou) stellt den nördlichsten Teil der japanischen Insel Ishigaki-jima dar. Die Halbinsel hat eine Länge von ca. 18 km. Am nördlichsten Punkt, dem Kap Hirakubo-zaki (平久保崎), befindet sich der weiße Hirakubo-Leuchtturm (平久保灯台 Hirakubo Toudai). Dem Kap Hirakubo vorgelagert liegt in etwa 400 m Entfernung eine kleine unbewohnte Insel namens Daichibanari-jima (大地離島). Die Entfernung zwischen Nagatahama auf der östlichen Seite zur Philippinensee des Pazifischen Ozeans und der Ibaruma-Bucht auf der westlichen Seite zum Ostchinesischen Meer beträgt an der engsten Stelle nur etwa 270 m. Die Stelle wird "Funakuya" bzw. "Funakoshi" genannt. Teile der Halbinsel liegen innerhalb des Iriomote-Ishigaki-Nationalparks.

## Galerie

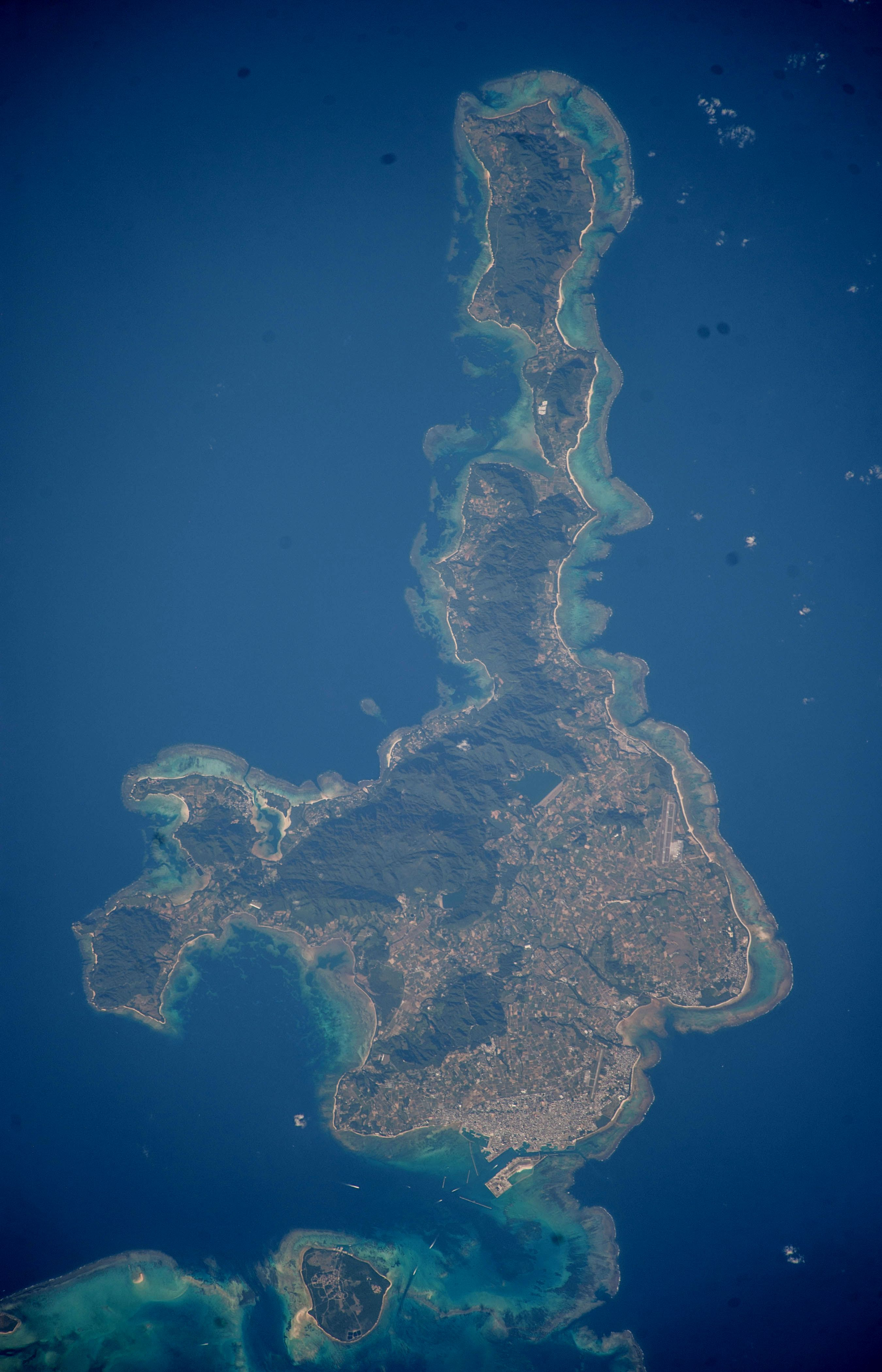
Luftbild der Insel mit der langgestreckten Hirakubo-Halbinsel im Nordosten
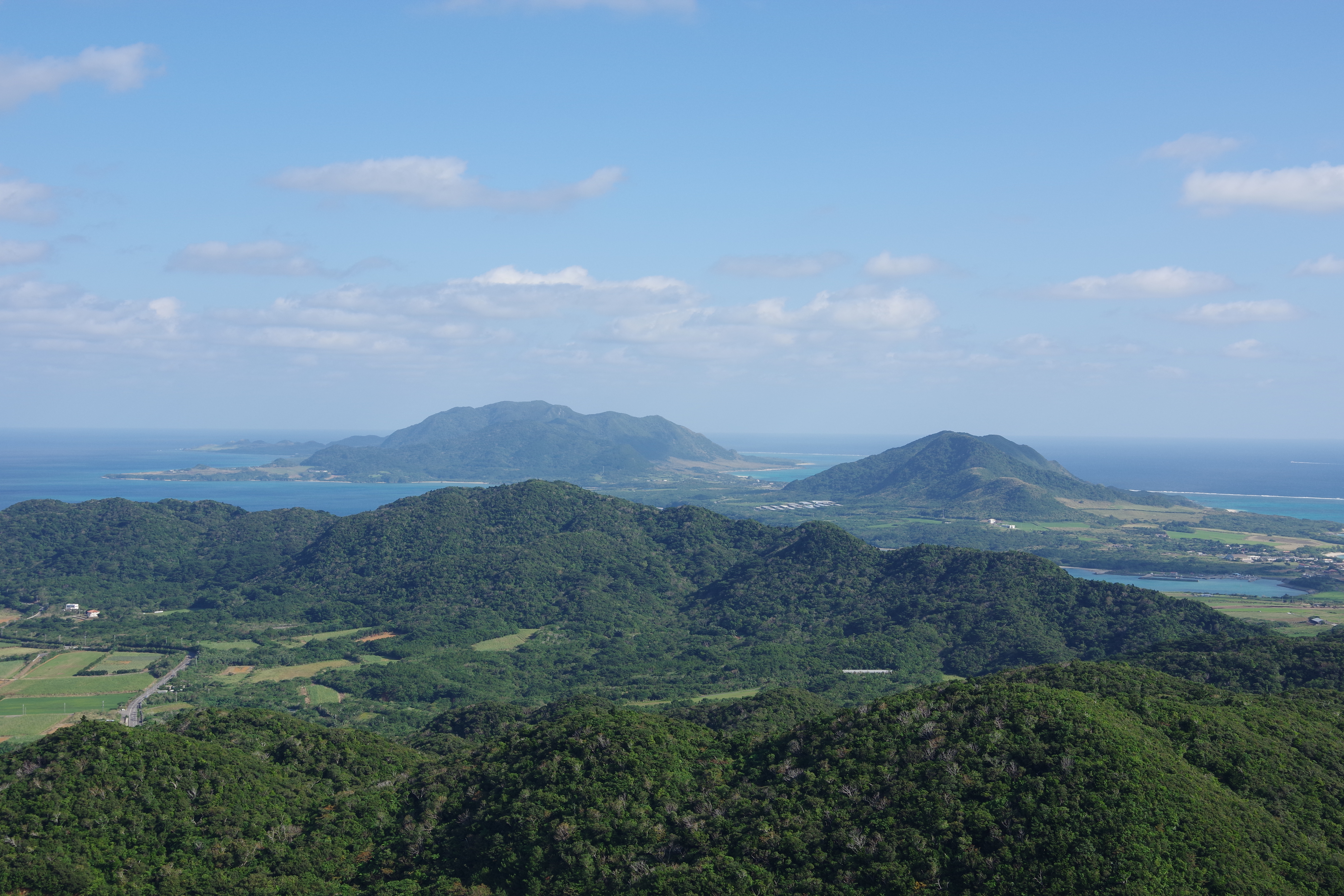
Blick auf Hirakubo-Halbinsel vom Berg Nosoko
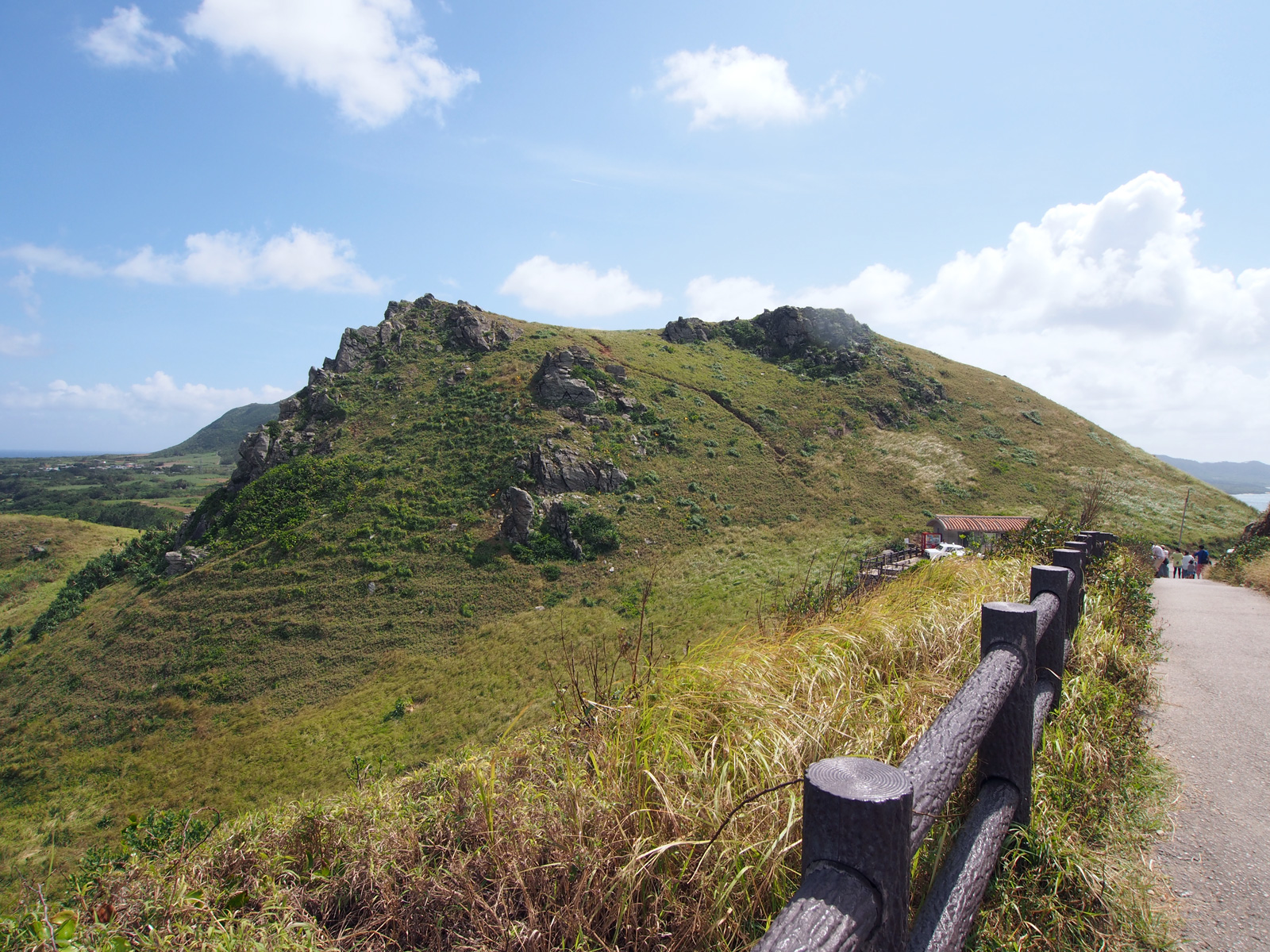
Fußweg über die Hügel der Halbinsel